# Chlumetia picticolor
Chlumetia picticolor là một loài bướm đêm trong họ Noctuidae.